# Asclepias elegantula
Asclepias elegantula är en oleanderväxtart som beskrevs av Fishbein. Asclepias elegantula ingår i släktet sidenörter, och familjen oleanderväxter. Inga underarter finns listade i Catalogue of Life.